# رینزویل (آلاباما)
رینزویل (به انگلیسی: Rainsville) شهری در شهرستان دیکلب ایالت آلاباما است که مساحت آن ۵۳٫۲۹ کیلومتر مربع است و در سرشماری سال ۲۰۱۰ میلادی، ۴٬۹۴۸ نفر جمعیت داشته و تراکم جمعیتی آن، ۹۲٫۸۵ نفر در هر کیلومتر مربع بوده است.